# Santuario di San Francesco da Paola (Revine)
Il santuario di San Francesco da Paola è uno dei principali luoghi di interesse di Revine, nel comune di Revine Lago, in provincia di Treviso.
Costruito tra il 1677 e il 1702 su una balza del Monte Frascon, poco sotto l’omonimo castello medievale, dall’allora parroco don Giovanni Domenico Cumano (Cison di Valmarino, 1636 - Revine, 1719), esso riflette in pieno le concezioni fatte proprie dal suo costruttore la cui formazione, avvenuta nel monastero dei Minimi a Venezia annesso alla Scuola Grande della Misericordia, era improntata ad un profondo senso religioso in spirito di povertà e carità verso il prossimo, secondo gli insegnamenti del fondatore dell’Ordine..

## Descrizione
Arroccato sulle pendici dell'altura a nord del paese, il santuario è raggiungibile attraverso un sentiero accompagnato da una via Crucis segnata da antiche cappellette, contenenti formelle con bassorilievi, in luogo di pitture andate perdute.
Dalla fine del XVIII secolo fino alla prima metà del XIX, l'oratorio fu abitato da eremiti e divenne meta di pellegrinaggi e di devozione popolare soprattutto nei periodi d'epidemie. All'interno del santuario si possono ammirare opere di autori di un certo interesse nel panorama artistico veneto, come nel caso di Antonio Lazzarini (Belluno, 1672-1732), Mathias Cremsl, l’artista preferito dal don Cumano per il caldo cromatismo delle sue composizioni, che gli commissionò la maggior parte dei dipinti tuttora conservati nel santuario,a partire dal trittico che orna l’altare con la Madonna col Bambino, San Francesco da Paola e l’angelo reggente l’emblema "Charitas" nella tela centrale, firmata e datata 1702, e Sant’Alberto e Sant’Osvaldo in quelle laterali, Antonio Sasso, Giuseppe Venanzio, Antonio Tacco, Carlo Maria Cialdelli (detto Petrogalli da Foligno). Di particolare interesse sono anche gli affreschi di Francesco Da Re che si trovano in una delle stanze sopra la sacrestia che rappresentano i cinque misteri gaudiosi.

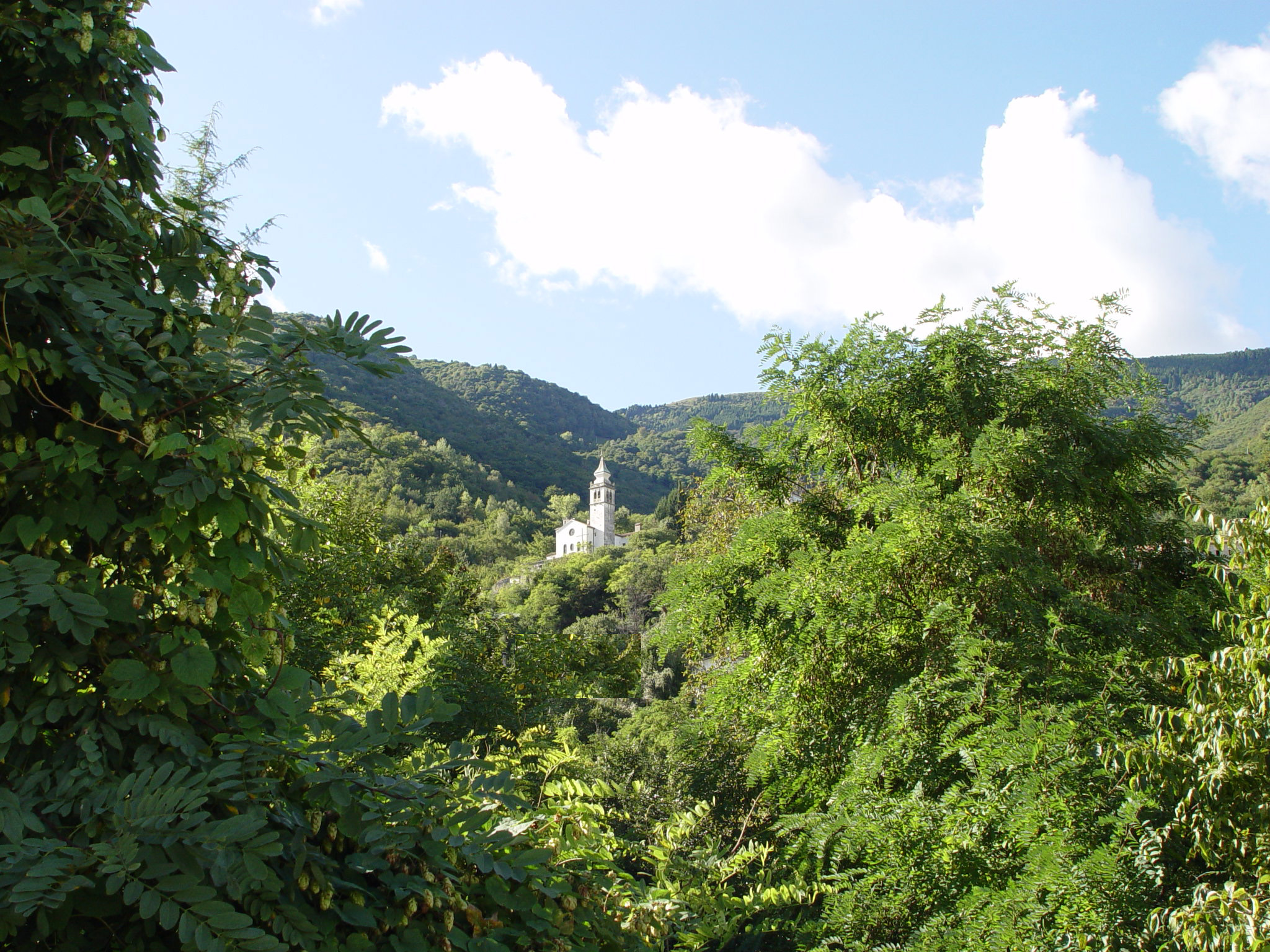
Scorcio col santuario